# Muta
Muta este o localitate din comuna Muta, Slovenia, cu o populație de 2.454 de locuitori.